# Lewisepeira maricao
Lewisepeira maricao là một loài nhện trong họ Araneidae.
Loài này thuộc chi Lewisepeira. Lewisepeira maricao được Herbert Walter Levi miêu tả năm 1993.